# 安东内洛·斯泰亚尔多
安东内洛·斯泰亚尔多（義大利語：Antonello Steardo，1958年8月27日—），意大利前男子水球运动员。他曾代表意大利国家队参加1980年、1984年和1988年夏季奥林匹克运动会水球比赛。